# Gustaf Malmqvist
Gustaf Theodor Malmqvist (i riksdagen kallad Malmqvist i Tranås), född 17 februari 1883 i Nässjö, död 4 oktober 1969 i Säby, var en svensk plåtslagarmästare och politiker (folkpartist).
Malmqvist drev ett plåtslageri i Tranås där han också var verksam i lokalpolitiken, bland annat som ledamot av drätselkammaren 1919-1935. Han var riksdagsledamot i andra kammaren för Jönköpings läns valkrets 1934-1936 samt vid lagtima riksmötet 1940. Som kandidat för Frisinnade landsföreningen tillhörde han dess riksdagsparti Frisinnade folkpartiet under 1934 och därefter det återförenade Folkpartiet från 1935. Han var bland annat engagerad i småföretagarfrågor och stöd till enskilda. Malmqvist var djupt engagerad i Tranås baptistförsamling och under en följd av år var han föreståndare för söndagsskolan. Mindre känt är hans litterära och filosofiska intressen, kanske särskilt för den kände filosofen Hans Larsson. Fyra av Malmqvists sex barn har ägnat sig åt den pedagogiska banan, kanske en konsekvens av hans filosofiska och pedagogiska läggning. Gustaf Malmqvist är begravd på Tranås nya kyrkogård.
Malmqvist var häradsdomare på 1930-talet då Fritiof Nilsson Piraten var advokat i Tranås. Han ansåg att Piraten var en god advokat.